# Hans-Henning Ohlert
Hans-Henning Ohlert (ur. 23 września 1952) – wschodnioniemiecki lekkoatleta specjalizujący się w biegach średniodystansowych, mistrz Europy juniorów z Paryża (1970) w biegu na 800 metrów.

## Sukcesy sportowe
- dwukrotny mistrz NRD w biegu na 800 m – 1973, 1974
- trzykrotny wicemistrz NRD w biegu na 800 m – 1970, 1971, 1972[1]

| Rok  | Miasto   | Zawody                      | Konkurencja   | Wynik         |
| ---- | -------- | --------------------------- | ------------- | ------------- |
| 1970 | Paryż    | mistrzostwa Europy juniorów | bieg na 800 m | złoty medal   |
| 1971 | Helsinki | mistrzostwa Europy          | bieg na 800 m | 4. miejsce    |
| 1973 | Moskwa   | letnia uniwersjada          | bieg na 800 m | brązowy medal |

## Rekordy życiowe
- bieg na 800 m – 1:45,9 – Lipsk 01/07/1973
- bieg na 1000 m – 2:18,2 – Poczdam 28/08/1974
- bieg na 1500 m – 3:40,2 – Poczdam 12/06/1975
- bieg na 800 m (hala) – 1:49,54 – Rotterdam 10/03/1973